# Pietro Catelli
Pietro Catelli (Como, 14 aprile 1920 – Como, 20 gennaio 2006) è stato un imprenditore italiano, fondatore della Artsana.

## Biografia
Figlio di un operaio comasco, incomincia giovanissimo a lavorare attivamente come venditore di aghi e termometri.

Nel 1946 apre con la sorella Jolanda un ufficio a Como, come grossista di articoli sanitari, e per i meriti riconosciuti alla sua attività imprenditoriale, nel 1974 viene nominato Cavaliere del lavoro.
Nel gennaio del 2006, al termine di una lunga malattia, Pietro Catelli muore, lasciando la guida del Gruppo Artsana ai tre figli Enrico, Michele e Francesca.